# 洪江事件
洪江事件，是1999年在中華人民共和國湖南省懷化市洪江市爆发的群體性事件，事件引致洪江管理區的設立。

## 背景
湖南省的懷化地區為儘快升格為地級市，決定騰出一個縣級行政區指標，同時認為工業為主、資源少的洪江市與農業為主、資源多的黔陽縣可優勢互補，於是決定合併兩地。

## 经过
1997年，洪江市（下称原洪江市）与黔阳县合并，成立洪江市。1998年，洪江市决定将原来原洪江市管辖的区域合并成雄溪镇，引发原洪江市群众的不满，認為他們以2%的人口貢獻懷化接近4成稅收，最終卻被「吞併」成一個鎮是無法接受。
在雄溪镇政府挂牌当天，几十人冲进政府大院，把准备挂出来的“雄溪镇人民政府”的牌子烧毁。
1999年2月9日至4月12日，有群众在实施打砸抢、暴力冲击政府机关、公安武警驻地、罢市罢店。方式逐渐由贴大字报、游行示威、堵门、堵路，逐渐演变为打砸国家财产、殴打工作人员和民警、掠抢财物直至掀、砸警车、明火执仗冲击工作组驻地，与政府对抗逐步升级。
4月1日凌晨，怀化市委、市政府决定由怀化、老洪江市两级公安机关组成工作组，传唤16人闹事骨干分子。当日上午，在老洪江市执勤的民警遭到闹事者围攻、殴打。同时，几百名群众在被传唤人家属带动下，冲击工作组和民警驻地，围攻、殴打、恐吓怀化市领导、党政干部和公安民警。工作组为缓和局势将被传唤者放回。
洪江事件发生后，怀化、洪江市两级党委、政府和公安、政法机关多次派出公安、政法干警、党政干部，控制事态发展。此后，公安民警和武警部队加强对重点部位的安全保卫和社会面的巡逻守护，保持高压态势。

## 后续
事情平息后，湖南省下发“湘办〔1999〕58号”文件，决定设立副县级“洪江市洪江管理区”，由洪江市委、市政府派出机构进行管理。
2002年，湖南省下发“湘办〔2002〕37号”文件，将“洪江市洪江管理区”升格为正县级“怀化市洪江管理区”，由怀化市直接领导，洪江管理区“履行县级行政管理职能”，由怀化市委、市政府派出“中共怀化市洪江区工作委员会”和“怀化市洪江区管理委员会”进行管理，机构设置比照三类县级行政区域机构设置标准。

## 影響
事件後湖南省設立了洪江管理區，兩地分治。然洪江管理區並非國家層面上正式行政區劃，中华人民共和国民政部不予承認。洪江管理區無法選舉人大代表，黨員亦無法召開黨代會，且在政策待遇及招商引資上遇到不少困難。管理區官員認為事件嚴重影響經濟發展，曾在原黔陽縣工作近20年的袁隆平則指當初的合併是「一點道理沒有」，建議恢復原黔陽縣及洪江市。